# Aditya-L1
Aditya-L1 es un observatorio espacial de coronagrafía indio diseñado y desarrollado por la Agencia India de Investigación Espacial (ISRO) y otros institutos de investigación de la India para el estudio de la atmósfera solar.
Será insertada en una órbita de halo alrededor del punto L1 de Lagrange entre la Tierra y el Sol, a aproximadamente 1,5 millones de kilómetros, donde estudiará la atmósfera solar, las tormentas magnéticas y su impacto en la vida en la Tierra.
Corresponde a la primera misión de origen indio dedicada a la observación y estudio del Sol.
Se lanzó exitosamente a bordo del cohete PSLV-XL, a las 06:20 UTC del 2 de septiembre de 2023.

## Descripción de la misión

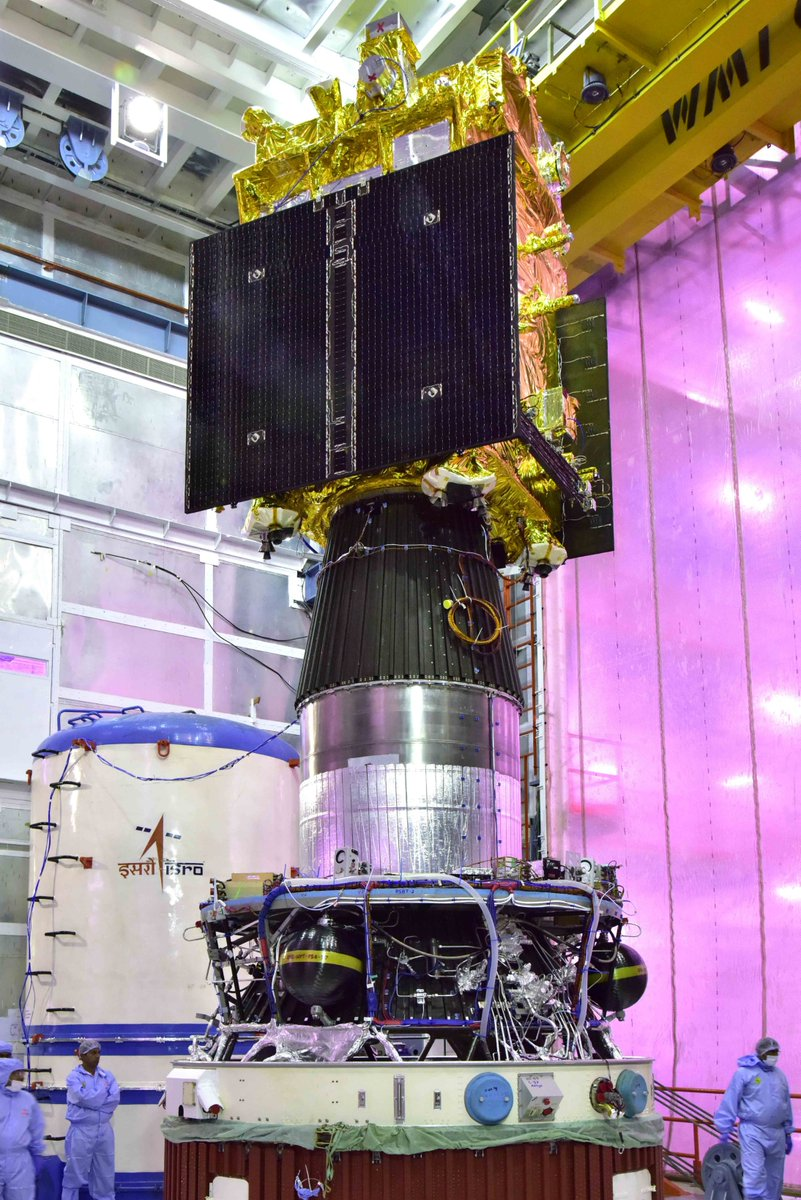
Imagen de Aditya-L1, la nave espacial construida por ISRO para estudiar la atmósfera solar.

Tras el lanzamiento del observatorio, Aditya-L1 demorará alrededor de 109 días en alcanzar la órbita de halo alrededor del punto L1 de Lagrange.
En la nave espacial se transportan siete cargas útiles científicas con diversos objetivos, entre ellos, estudiar el calentamiento coronal, la aceleración del viento solar, la magnetometría coronal, el origen y seguimiento de la radiación solar cercano al UV (que impulsa la dinámica atmosférica superior de la Tierra y el clima global), el acoplamiento de la fotosfera solar a la cromosfera y la corona, la caracterización in situ del entorno espacial alrededor de la Tierra midiendo los flujos de partículas energéticas y campos magnéticos del viento solar y tormentas magnéticas que tienen efectos dañinos en la tecnología espacial y terrestre.
La misión Aditya-L1 permitirá conseguir observaciones de la fotosfera, la cromosfera y la corona solar, además de estudiar el flujo de partículas energéticas solares que llegan al punto L1 entre la Tierra y el Sol, utilizando algunos de sus instrumentos diseñados para estudiar el entorno solar.
Mientras, el magnetómetro medirá las variaciones en la intensidad del campo magnético solar alrededor del punto L1. Estas cargas útiles necesitan colocarse fuera de la interferencia del campo magnético de la Tierra, por lo cual no habrían sido útiles en la órbita terrestre baja como se propuso en el concepto original de la misión.
Uno de los grandes misterios sin resolver de la física solar es la temperatura de la atmósfera superior de 1 000 000 grados Celsius (1 000 273 K), mientras que la atmósfera inferior sólo tiene 5730 grados Celsius (6003 K). Además, aún no se comprende exactamente como la radiación solar afecta a la dinámica de la atmósfera terrestre, tanto en escalas de tiempo más cortas como más extensas. La misión obtendrás imágenes casi simultáneas de las diferentes capas de la atmósfera solar, que revelan las formas en que la energía puede ser canalizadas y transferida de una capa a otra. De esta forma, Aditya-L1 nos permitirá una mejor compresión integral de los procesos dinámicos del Sol y abordar algunas de las problemáticas pendientes de la física y la heliofísica. 

## Historia
La misión se conceptualizó en enero de 2008 por el Comité Asesor para Investigación Espacial, siendo concebido inicialmente como un pequeño satélite en órbita terrestre baja (LEO) a unos 800 km de la superficie, de unos 400 kg con un coronógrafo para estudiar la corona solar. 
Se asignó un presupuesto experimental de 3 millones de rupias (36 mil dólares) para el ejercicio económico 2016-2017. Desde entonces, el alcance de la misión se ha ampliado y ahora se ha convertido en un observatorio integral del entorno solar y espacial, que funcionará desde el punto L1 de Lagrange y pasando a llamarse "Aditya-L1". En julio de 2019, la misión alcanzó un costo asignado de 378,53 millones de rupias (4,5 millones de dólares), excluyendo los costos de lanzamiento.

### Objetivos
Los objetivos científicos principales de Aditya-L1 son:
- Estudio de la dinámica de la atmósfera superior solar (cromosfera y corona).
- Estudio del calentamiento cromosférico y coronal, física del plasma parcialmente ionizado, inicio de las eyecciones de masa coronal y llamaradas.
- Observe el entorno de plasma y partículas in situ que proporciona datos para el estudio de la dinámica de las partículas del Sol.
- Física de la corona solar y su mecanismo de calentamiento.
- Diagnóstico del plasma coronal y de asas coronales: Temperatura, velocidad y densidad.
- Desarrollo, dinámica y origen de las CME.
- Identificar la secuencia de procesos que ocurren en múltiples capas (cromosfera, base y corona extendida) que eventualmente conducen a eventos eruptivos solares.
- Topología del campo magnético y mediciones del campo magnético en la corona solar.
- Impulsores del clima espacial (origen, composición y dinámica del viento solar).

## Cargas útiles de la misión

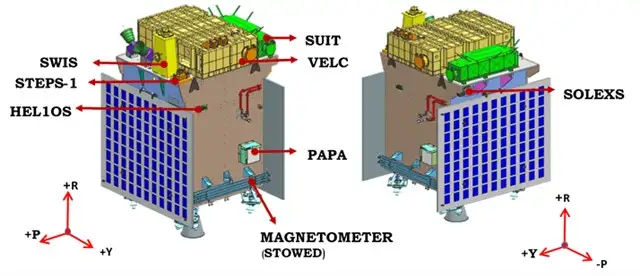
Instrumentos en Aditya L1

En las cargas útiles de la misión existen dos tipos, los instrumentos para la observación de la atmósfera solar, principalmente la cromosfera y la corona solar, y los instrumentos in situ para la observación del entorno solar en el punto L1. Las siete cargas útiles se distribuyen de la siguiente manera:
| Tipo                        | # | Carga útil/Instrumento                                          | Capacidad                                                                               | A cargo de:                                                                         |
| --------------------------- | - | --------------------------------------------------------------- | --------------------------------------------------------------------------------------- | ----------------------------------------------------------------------------------- |
| Carga útil de Teledetección | 1 | Coronógrafo de línea de emisión visible (VELC)                  | Imágenes y espectroscopía de la corona solar                                            | Instituto Indio de Astrofísica, Bengaluru                                           |
| Carga útil de Teledetección | 2 | Telescopio solar de imágenes ultravioleta (SUIT)                | Imágenes de la fotosfera y cromosfera solar en bandas estrecha y ancha (200 a 400 nm)   | Centro Interuniversitario de Astronomía y Astrofísica, Pune                         |
| Carga útil de Teledetección | 3 | Espectrómetro de rayos X solar de baja energía (SoLEXS)         | Espectrómetro de rayos X de baja energía                                                | Centro de satélites UR Rao, Bengaluru                                               |
| Carga útil de Teledetección | 4 | Espectrómetro de rayos X en órbita L1 de alta energía (HEL1OS)  | Espectrómetro de rayos X de alta energía                                                | Centro de satélites UR Rao, Bengaluru                                               |
| Carga útil in situ          | 5 | Experimento de partículas de viento solar Aditya (ASPEX)        | Analizador de partículas, protones e iones más pesados del viento solar con direcciones | Laboratorio de Investigaciones Físicas, Ahmedabad                                   |
| Carga útil in situ          | 6 | Paquete de analizador de plasma para Aditya (PAPA)              | Analizador de electrones e iones más pesados del viento solar con direcciones           | Laboratorio de Física Espacial, Centro espacial Vikram Sarabhai, Thiruvananthapuram |
| Carga útil in situ          | 7 | Magnetómetros digitales triaxiales avanzados de alta resolución | Analizador del campo magnético solar                                                    | Laboratorio de Sistemas Electroópticos, Bengaluru                                   |

## Perfil de la misión

### Lanzamiento
| # | Fecha/Hora                                      | Nota | Resultado | Referencias |
| - | ----------------------------------------------- | --- | --------- | ----------- |
| 1 | 2 de septiembre de 2023, 06:20 UTC (11:50 IST)  | Se lanzó la misión Aditya-L1 desde la plataforma 2 del Centro espacial Satish Dhawan (SDSC) en la isla india de Sriharikota. | Exitoso   | [ 20 ]      |
| 1 | 2 de septiembre de 2023, 07:24 UTC (12:54 IST). | Tras más 63 minutos de vuelo, se logró una inyección exitosa a una órbita elíptica alrededor de la Tierra.                   | Exitoso   | [ 21 ]      |

### Encendidos de elevación de órbita
| #      | Fecha/Hora                                      | Altura alcanzada | Altura alcanzada | Resultado | Referencias |
| #      | Fecha/Hora                                      | Perigeo          | Apogeo           | Resultado | Referencias |
| ------ | ----------------------------------------------- | ---------------- | ---------------- | --------- | ----------- |
| EBN #1 | 3 de septiembre de 2023, 06:10 UTC (11:40 IST)  | 245 km           | 22.459 km        | Exitoso   | [ 22 ]      |
| EBN #2 | 5 de septiembre de 2023, 21:30 UTC (03:00 IST)  | 282 km           | 40.225 km        | Exitoso   | [ 23 ]      |
| EBN #3 | 10 de septiembre de 2023, 21:00 UTC (02:30 IST) | 296 km           | 71767 km         | Exitoso   | [ 24 ]      |
| EBN #4 | 15 de septiembre de 2023, 20:45 UTC (02:15 IST) | 256 km           | 121973 km        | Exitoso   | [ 25 ]      |